# Araneus bargusinus
Araneus bargusinus är en spindelart som beskrevs av Bakhvalov 1981. Araneus bargusinus ingår i släktet Araneus och familjen hjulspindlar. Inga underarter finns listade i Catalogue of Life.